# Kilian de Wurtzbourg
Kilian (640 - 689), aussi orthographié Killian (ou en irlandais : Cillian), était un évêque missionnaire irlandais et l'apôtre de la Franconie (aujourd'hui la partie nord de la Bavière), où il a commencé son travail vers la fin du VIIe siècle avec ses deux compagnons. Tous trois, ils ont été martyrs. Fête le 8 juillet. Canonisation le 4 avril

## Biographie
Il existe plusieurs biographies de lui. Les plus anciens textes qui se réfèrent au VIIIe siècle sont une nécrologie à Wurtzbourg et une notice par Hrabanus Maurus dans son martyrologe. Selon Maurus, Kilian était originaire de l'Irlande, avec onze compagnons, d'où il est allé dans l'Est de la Franconie et de la Thuringe. Après avoir prêché l'Évangile à Wurtzbourg, il a réussi à convertir au christianisme le seigneur, le duc Gozbert de Thuringe, et une grande partie de la population.
Kilian finalement dit que le duc était en violation de l'Écriture Sainte, en étant marié à la veuve de son frère, Geilana. Lorsque Geilana (Kilian avait échoué à la convertir au christianisme) entendit les paroles de Kilian à l'encontre de son mariage, elle était tellement en colère qu'elle envoya ses soldats sur la place principale de Wurtzbourg, où Kilian et ses collègues prêchaient, et le fit décapiter, avec deux de ses compagnons, saint Colman (également appelé Colonan ou Kolonat) et saint Totnan. Il est difficile de fixer la date avec précision car Gozbert et Geilana ne sont connus que par le biais de deux rapports d'église imprécis.
L'élévation des reliques des trois martyrs a été réalisée par Burchard, le premier évêque de Wurtzbourg. Leurs crânes, incrustés de pierres précieuses, ont été préservés jusqu'à ce jour. Le jour de la Saint-Kilian, le reliquaire en verre contenant trois crânes est sorti de la crypte, défile dans les rues devant de grandes foules, et est exposé dans la cathédrale de Wurtzbourg(dédiée à Kilian). Les statues de ces trois saints (entre autres) sont placées le long du pont des Saints, ou Alte Mainbrücke, sur la rivière Main.
Selon des sources irlandaises[réf. nécessaire], Kilian est né à Mullagh, Co Cavan, en Irlande et il est le saint patron de la paroisse de Tuosist, près de Kenmare, dans le comté de Kerry, où il aurait séjourné avant de se rendre en Allemagne. Une église et une fontaine sacrée portent son nom et son jour de fête, le 8 juillet, est traditionnellement célébré avec un pattern (fête religieuse en l'honneur d'un saint, en Irlande) où la foule visite la fontaine pour prier, suivi par des activités sociales en soirée.
Le nom a plusieurs variantes d'orthographe (par exemple Chillian, Killian, Cilian, Kilian). En Irlande, l'orthographe est Cillian, le nom apparaît ainsi dans le calendrier liturgique irlandais. Saint Kilian est fêté le 8 juillet, et il est habituellement représenté, comme dans sa statue à Wurtzbourg, muni d'une crosse d'évêque et tenant une épée. La Kiliani-Volksfest (deux semaines en juillet) est la principale fête religieuse et civile dans la région de Wurtzbourg. Il est l'un des saints patrons pour les patients atteints de rhumatisme.
Kilian est un nom encore en usage en Afrique du Sud, en Australie, en Belgique, en Irlande, aux États-Unis et en Franconie (Allemagne).